# العلاقات الصومالية الصينية
العلاقات الصومالية الصينية هي العلاقات الثنائية التي تجمع بين الصومال والصين.

## مقارنة بين البلدين
هذه مقارنة عامة ومرجعية للدولتين:
| وجه المقارنة                                              | الصومال                        | الصين                    |
| --------------------------------------------------------- | ------------------------------ | ------------------------ |
| المساحة (كم2)                                             | 637.66 ألف                     | 9.60 مليون               |
| عدد السكان (نسمة)                                         | 14.74 مليون                    | 1.33 مليار               |
| الكثافة السكانية (ن./كم²)                                 | 23.12                          | 138.54                   |
| العاصمة                                                   | مقديشو                         | بكين                     |
| اللغة الرسمية                                             | اللغة الصومالية، اللغة العربية | اللغة الصينية القياسية   |
| العملة                                                    | شلن صومالي                     | رنمينبي                  |
| الناتج المحلي الإجمالي (بليون دولار)                      | 7.37 مليار                     | 12.24 تريليون            |
| الناتج المحلي الإجمالي (تعادل القوة الشرائية) بليون دولار |                                | 19.82 تريليون            |
| الناتج المحلي الإجمالي الاسمي للفرد دولار أمريكي          | 549                            | 8.03 ألف                 |
| الناتج المحلي الإجمالي للفرد دولار أمريكي                 |                                | 13.21 ألف                |
| مؤشر التنمية البشرية                                      |                                | 0.728                    |
| رمز المكالمات الدولي                                      | +252                           | +86                      |
| رمز الإنترنت                                              | .so                            | .cn، .中国 ‏، .中國 ‏      |
| المنطقة الزمنية                                           | ت ع م+03:00                    | توقيت الصين، ت ع م+08:00 |

## منظمات دولية مشتركة
يشترك البلدان في عضوية مجموعة من المنظمات الدولية، منها:
| علم المنظمة | اسم المنظمة                               | تاريخ انضمام الصومال | تاريخ انضمام الصين |
| ----------- | ----------------------------------------- | -------------------- | ------------------ |
|             | مؤسسة التنمية الدولية                     | 31 أغسطس 1962        | 24 سبتمبر 1960     |
|             | يونسكو                                    | 15 نوفمبر 1960       | 4 نوفمبر 1946      |
|             | الأمم المتحدة                             | 20 سبتمبر 1960       | 25 أكتوبر 1971     |
|             | الفريق المعني برصد الأرض                  | ?                    | ?                  |
|             | الاتحاد البريدي العالمي                   | ?                    | ?                  |
|             | البنك الدولي للإنشاء والتعمير             | 31 أغسطس 1962        | 27 ديسمبر 1945     |
|             | الاتحاد الدولي للاتصالات                  | 28 سبتمبر 1962       | 1 سبتمبر 1920      |
|             | منظمة حظر الأسلحة الكيميائية              | ?                    | ?                  |
|             | مؤسسة التمويل الدولية                     | 31 أغسطس 1962        | 15 يناير 1969      |
|             | المركز الدولي لتسوية المنازعات الاستشارية | 30 مارس 1968         | 6 فبراير 1993      |
|             | منظمة الشرطة الجنائية الدولية             | ?                    | ?                  |
|             | البنك الإفريقي للتنمية                    | ?                    | ?                  |

## وصلات خارجية
- موقع وزارة الخارجية الصومالية
- موقع وزارة الخارجية الصينية